# ناحیه تت
ناحیهٔ تِت (به مجاری:  Téti járás) یک ناحیه در مجارستان است که در دیور-موشون-شوپرون واقع شده‌است. ناحیهٔ تت ۲۷۲٫۶۲ کیلومتر مربع مساحت و ۱۴٬۴۱۴ نفر جمعیت دارد.